# Нуайон (кантон)
Нуайон (фр. Noyon) — кантон во Франции, находится в регионе О-де-Франс, департамент Уаза. Входит в состав округа Компьень.

## История
До 2015 года в состав кантона входили коммуны Аппийи, Бабёф, Беэрикур, Борен-ле-Нуайон, Бретиньи, Варен, Виль, Вошель, Грандрю, Жанври, Кен, Кютс, Ларбруа, Мондескур, Морленкур, Нуайон, Пассель, Пон-л'Эвек, Понтуаз-ле-Нуайон, Поркерикур, Саланси, Сампиньи,  Сюзуа.
В результате реформы 2015 года   состав кантона был изменен. В его состав вошел упраздненный кантон Гискар.

## Состав кантона с 22 марта 2015 года
В состав кантона входят коммуны (население по данным Национального института статистики Архивная копия от 7 ноября 2021 на Wayback Machine за 2018 г.):
- Аппийи (544 чел.)
- Бабёф (515 чел.)
- Берланкур (325 чел.)
- Беэрикур (207 чел.)
- Божи-су-Буа (99 чел.)
- Борен-ле-Нуайон (338 чел.)
- Бретиньи (416 чел.)
- Бюсси (319 чел.)
- Варен (366 чел.)
- Виль (759 чел.)
- Вильсельв (423 чел.)
- Вошель (258 чел.)
- Гискар (1 804 чел.)
- Голанкур (398 чел.)
- Грандрю (352 чел.)
- Жанври (330 чел.)
- Кампань (157 чел.)
- Карлепон (1 521 чел.)
- Катиньи (191 чел.)
- Кеми (179 чел.)
- Кен (504 чел.)
- Кризоль (918 чел.)
- Кютс (983 чел.)
- Ларбруа (514 чел.)
- Ле-Плеси-Пат-д'Уа (99 чел.)
- Либермон (180 чел.)
- Мокур (246 чел.)
- Мондескур (245 чел.)
- Морленкур (540 чел.)
- Мюиранкур (576 чел.)
- Нуайон (13 235 чел.)
- Пассель (278 чел.)
- Пон-л'Эвек (677 чел.)
- Понтуаз-ле-Нуайон (454 чел.)
- Поркерикур (396 чел.)
- Саланси (893 чел.)
- Сампиньи (779 чел.)
- Сермез (267 чел.)
- Сюзуа (567 чел.)
- Флави-ле-Мельдё (214 чел.)
- Френиш (343 чел.)
- Фретуа-ле-Шато (259 чел.)

## Политика
На президентских выборах 2022 г. жители кантона отдали в 1-м туре Марин Ле Пен 37,2 % голосов против 22,1 % у Эмманюэля Макрона и 17,9 % у Жана-Люка Меланшона; во 2-м туре в кантоне победила Ле Пен, получившая 59,6 % голосов. (2017 год. 1 тур: Марин Ле Пен – 36,0 %, Эмманюэль Макрон – 18,1 %, Жан-Люк Меланшон – 17,0 % Франсуа Фийон – 15,3 %; 2 тур: Ле Пен – 53,2 %. 2012 год. 1 тур: Марин Ле Пен – 28,0 %, Николя Саркози – 25,4 %, Франсуа Олланд – 23,9 %; 2 тур: Саркози – 52,0 %).
С 2021 года кантон в Совете департамента Уаза представляют вице-мэр коммуны Карлепон Коринна Ашен (Corinne Achin) (Разные левые) и мэр коммуны Гискар Тибо Делаван (Thibault Delavenne) (Радикальная левая партия).
|                | Кандидаты                 | Партия                   | Первый тур | Первый тур     | Второй тур | Второй тур |
| Кол-во голосов | Кандидаты                 | Партия                   | % голосов  | Кол-во голосов | % голосов  |            |
| -------------- | ------------------------- | ------------------------ | ---------- | -------------- | ---------- | ---------- |
|                | Коринна Ашен Тибо Делаван | Разные левые             | 2 025      | 28,23          | 4 463      | 60,73      |
|                | Мишель Гиньо Натали Жоран | Национальное объединение | 2 233      | 31,13          | 2 886      | 39,27      |
|                | Фабьен Бареж Анна Ларедо  | Левый блок               | 1 384      | 19,29          |            |            |
|                | Валери Опа Брюно Помье    | Республиканцы            | 1 257      | 17,52          |            |            |
|                | Иоашим Гоме Вероник Рожес | Вставай, Франция         | 274        | 3,82           |            |            |

|                | Кандидаты                      | Партия             | Первый тур | Первый тур     | Второй тур | Второй тур |
| Кол-во голосов | Кандидаты                      | Партия             | % голосов  | Кол-во голосов | % голосов  |            |
| -------------- | ------------------------------ | ------------------ | ---------- | -------------- | ---------- | ---------- |
|                | Мишель Гиньо Натали Жоран      | Национальный фронт | 4 624      | 41,74          | 5 686      | 51,46      |
|                | Патрик Дегиз Каролин Дюкен-Орк | Левый блок         | 3 453      | 31,17          | 5 363      | 48,54      |
|                | Сандрин Дошель Жак Суфле       | Разные правые      | 1 466      | 13,23          |            |            |
|                | Жюстин Доннели Максим Дюрье    | Правый блок        | 955        | 8,62           |            |            |
|                | Мадлен Арди Жан-Мари Ле Галь   | Разные левые       | 579        | 5,23           |            |            |

|  | Кандидат     | Партия                  | % голосов |
|  | ------------ | ----------------------- | --------- |
|  | Патрик Дегиз | Социалистическая партия | 56,52     |
|  | Мишель Гиньо | Национальный фронт      | 43,48     |

|  | Кандидат     | Партия                         | % голосов |
|  | ------------ | ------------------------------ | --------- |
|  | Патрик Дегиз | Разные левые                   | 40,21     |
|  | Мишель Гиньо | Национальный фронт             | 30,11     |
|  | Пьер Вор     | Союз за французскую демократию | 29,68     |